# Pièce britannique décimale de cent livres sterling
La pièce de 100 livres sterling  est une pièce de monnaie de collection émise en 2015 au Royaume-Uni. Avec une valeur de 100 livres sterling (100 £), c'est la plus grande division de la livre sous forme de pièce ayant cours légal bien qu'étant non circulante.

## Séries

### Big Ben
La première émission de cette nouvelle pièce commémorative a été annoncé le 29 décembre 2014 par la Royal Mint. Elles contiennent 62,86 g (2,217 oz) d'argent pour un diamètre de 40,00 mm (1,575 po). Émises à 50 000 exemplaires, les pièces de ce première tirage se sont écoulées auprès des collectionneurs en seulement 11 jours.
L'avers représente le portrait de la reine Élisabeth II datant de 1998 par le graveur Ian Rank-Broadley (en) et le revers représente Big Ben.

### Palais de Buckingham
Au août 2015, une deuxième série de 100 livres sterling est annoncée, les caractéristiques techniques sont les mêmes que la première série, seules les faces changent : avec une gravure du palais de Buckingham sur le revers et le nouveau portrait de la reine Élisabeth II par Jody Clark sur l'avers.